# هارتلاند (فيرمونت)
هارتلاند (بالإنجليزية: Hartland, Vermont)‏ هي بلدة تقع بولاية فيرمونت في الولايات المتحدة. تبلغ مساحتها 117 (كم²)، وترتفع عن سطح البحر 276 م، بلغ عدد سكانها 3393 نسمة في عام 2010 حسب إحصاء مكتب تعداد الولايات المتحدة وتصل الكثافة السكانية فيها 27.7 نسمة/كم2.

## أعلام
- ديفيد ر. ليندبرغ

## وصلات خارجية
- The US50 - Cities and Towns in Vermont State
- Vermont Cities and Towns, Facts, Map, Flag, Colleges, Government, and More